# Соловейко білобровий
Солове́йко білохвостий (Larvivora brunnea) — вид горобцеподібних птахів родини мухоловкових (Muscicapidae). Мешкає в Гімалаях і горах Китаю.

## Опис

Білобровий соловейко

Довжина птаха становить 13-15 см, вага 14-20 г. У самців верхня частина тіла синя, нижня частина тіла яскраво-оранжево-коричнева. Над очима помітні білі "брови", які контрастують з чорним обличчям і щоками. Шия і груди з боків у деяких особин також чорні. Нижня частина живота і нижні покривні пера хвоста білуваті. У самиць верхня частина тіла оливково-коричнева, нижня частина тіла і боки охристі, живіт білуватий, надхвістя коричнювате. Молоді птахи мають переважно темно-коричневе забарвлення, поцятковане охристими плямами.

## Підвиди
Виділяють два підвиди:
- L. b. brunnea Hodgson, 1837 — від північно-східного Афганістана до центрального Китаю (на північний схід до Шеньсі і Шаньсі);
- L. b. wickhami Baker, ECS, 1916 — гори Чин на заході М'янми.

## Поширення і екологія
Білоброві соловейки гніздяться в горах Афганістану, Пакистану, Індії, Непалу, Бутану, Китаю і М'янми. У вересні-серпні вони мігрують на південь, де зимують в горах Південної Азії, зокрема в Західних і Східних Гатах, а також на Шрі-Ланці, повертаються на північ у квітні-травні. Представники підвиду L. b. wickhami не мігрують. Білоброві соловейки живуть в густому чагарниковому і трав'янистому підліску вологих гірських лісів, серед повалених дерев, зимують в рідколіссях і молодих насадженнях.
Білоброві соловейки живляться комахами та їх личинками, дрібними равликами та іншими безхребетними. Сезон розмноження у них в Афганістані триває з травня по вересень, в Гімалаях з травня по липень, в Китаї з травня по червень, в М'янмі у квітні-травні. Гніздо відносно велике, чашоподібне, робиться з рослинності, встелюється корінцями, шерстю і пухом, розміщується на землі, між корінням великої ялини або іншого дерева. В кладці 4 блакитнуватих яйця. Насиджують лише самиці, за пташенятами доглядають і самиці, і самці.